# Boenefer
Boenefer (Oudegyptisch B(w) nfr) was een vroeg-dynastieke koningin van eind 4e dynastie van Egypte. Zij regeerde aan de zijde van koning (farao) Sjepseskaf en droeg zowel de titels van lijfelijke dochter als die van koninklijke vrouwe en priesteres.
Boenefers verwantschapsbetrekkingen zijn dan ook niet helemaal duidelijk. Aangezien zij in haar graftombe als dodenpriesteres van farao Sjepseskaf wordt aangeduid, is er wel een nauwere band geweest met deze bewindvoerder. Daarom wordt zij in ruime kring als zijn gemalin, deels echter ook als diens dochter beschouwd. In haar grafkamer wordt bovendien een zoon vernoemd, wiens naam slechts onvolledig is overgeleverd. Ook hier is de echte verwantschapsbetrekking onduidelijk, hij bekleedde slechts lagere ambten namelijk, hetgeen voor een koningszoon ongewoon was. Maar gezien het betreffend reliëf op een duidelijk nadien aangebrachte pleisterlaag staat, zou men kunnen vermoeden dat het om een verre verwant zou kunnen gaan, die zich op die manier wilde laten vereeuwigen.
Van Boenefer is bekend dat zij als priesteres in meerdere cultussen functioneerde, zoals blijkt uit haar koninklijke titels.
De vorige Egyptische koningin was mogelijk Rechetre. Opvolgster van Boenefer als koningin was waarschijnlijk Chentkaoes I uit de 5e dynastie van Egypte.

## Graftombe

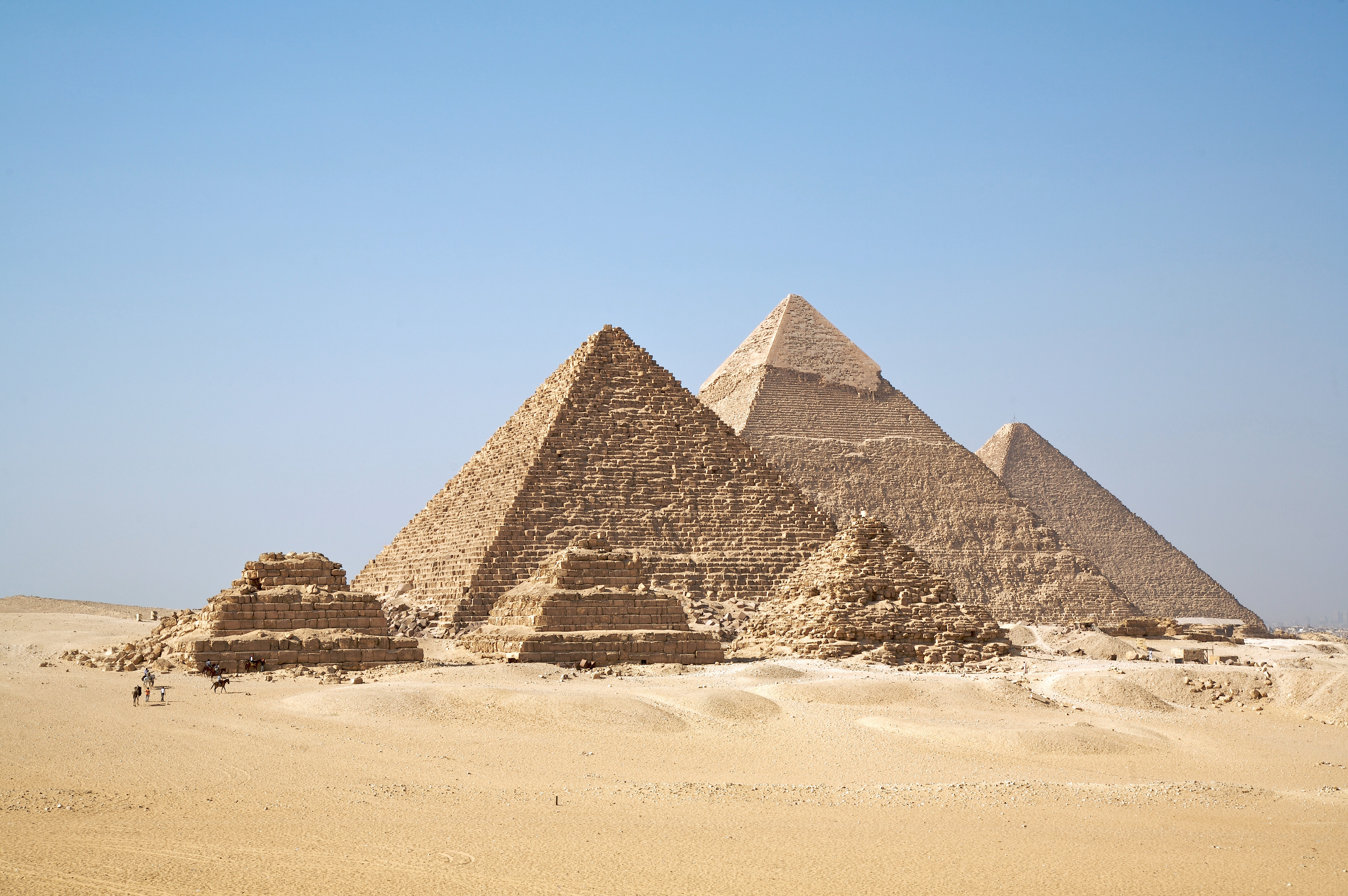
De piramiden van Gizeh, onderdeel
van de Gizeh Necropolis

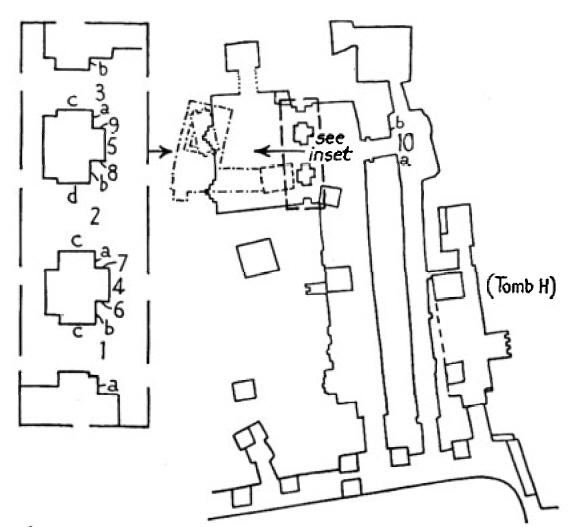
Grondplan van het graf van Boenefer

Boenefer kreeg een holengraf in de necropolis van Gizeh. Het werd in 1931/32 ontdekt door Selim Hassan. Het graf is van eenduidige architectuur als die van tijdgenoten. Er zijn twee ingangen, waarvan de oostelijke naar een smalle corridor leidt, de westelijke naar een langgerekte ruimte, waar zich in de bodem twee schachten bevinden. Het voorste deel van deze ruimte was oorspronkelijk een onvoltooid graf, dat pas later met de constructie werd verbonden. Het achterdeel geeft in het westen uit op de cultusruimte van het graf. In de noordelijke wand van de cultusruimte is er een grote opening, die voor een mogelijke latere bestemming werd aangelegd. In het zuidelijk deel van de ruimte leidt een schacht neerwaarts naar de sarcofaagkamer. Daar stond een onbeschreven kalksteensarcofaag. Boenefers naam en titels staan op de wanden en op de pilaren van de kamer.
Het graf is gelegen nabij het complex van koningin Chentkaoes I, hetgeen er zou kunnen op wijzen dat zij tegen het einde van de 4e, begin 5e dynastie leefde. Er is ook geopperd dat zou de gemalin van de enigmatische koning Djedefptah zou zijn geweest.
Janosi wijst erop dat de constructie van Boenefers graf enige tijd na dat van Chentkaoes I valt. Maar de precieze datum van dat monument is evenmin duidelijk. Men is geneigd het graf van Boenefer eerder onder de 5e dynastie van Egypte te dateren.

## Titels
Van Boenefer zijn als koninginnentitels bekend:
- ‘‘Koninklijke vrouwe‘‘ (hmt-nisw)
- ‘‘Weret-hetes‘‘ (wrt-hetes)
- ‘‘Grote vrouwe van de hetes-scepter van de twee vrouwen’‘ (wrt-hetes-nbti)
- ‘‘Zij die Horus en Seth ziet’‘ (m33t-hrw-stsh)
- ‘‘Koninklijke vrouwe, zijn geliefde’‘ (hmt-nisw meryt.f)
- ‘‘Koninklijke dochter van zijn lichaam’‘ (s3t-niswt-nt-kht.f)
- ‘‘Priesteres van Hathor’‘ (hmt-ntr-hwt-hrw)
- ‘‘Priesteres van Tjazepef’‘ (hmt-ntr-t3-zp.f)
- ‘‘Priesteres van de Horus Sjepseshat’‘ (hmt-ntr-hrw-shpss-ht)
- ‘‘Geliefde en geëerde priesteres van Sjepses-nebti’‘ (hmt-ntr-shpss-nbti-mryt.f-im3kht.f)